# Ҍ
La Ҍ, minuscolo ҍ, chiamata anche segno semidebole (in russo полумягкий знак? polumjagkij znak) è una lettera dell'alfabeto cirillico.  Viene usata solo nella versione cirillica modificata per la lingua sami di Kildin dove rappresenta la semiconsonante /j/ dopo una д, una н o una т palatalizzata. Non va confusa con la jat (Ѣ) pur avendo una notevole somiglianza.